# Borucinek
Borucinek – wieś w Polsce położona w województwie kujawsko-pomorskim, w powiecie radziejowskim, w gminie Osięciny.

## Podział administracyjny
W latach 1975–1998 miejscowość administracyjnie należała do województwa włocławskiego. Wieś sołecka – zobacz jednostki pomocnicze gminy w BIP.

## Demografia
Według Narodowego Spisu Powszechnego (III 2011 r.) liczyła 262 mieszkańców. Jest piąta co do wielkości miejscowością gminy Osięciny.

## Drogi krajowe
Przez Borucinek przebiega droga krajowa nr 62 (Strzelno-Siemiatycze).

## Historia
Borucinek w źródłach historycznych po raz pierwszy występuje pod koniec XV wieku jako Borucin Minor. Wtedy znajdowały się w nim młyn wietrzny zbożowy oraz karczma. W roku 1634 w Borucinku były 23 domy, a w roku 1779 liczył 96 mieszkańców. W XVI wieku, tak jak obecnie, Borucinek znajdował się w zasięgu osięcińskiej parafii. W przededniu II rozbioru Polski, Borucinek należał do parafii w Dąbiu, a jego właścicielem był Kazimierz Sokołowski. W listopadzie 1914 przez Borucinek przebiegała linia frontu I wojny światowej.

## Zabytki
W Borucinku znajduje się zespół dworsko-parkowy z XIX w. (zob. dwór w Borucinku), wpisany do rejestru zabytków 14 listopada 1987. Jego ostatnimi właścicielami byli baronowie z rodziny Duninowskich. Do końca lat 90. XX wieku znajdowała się tam trzyklasowa szkoła. Obecnie znajduje się tu świetlica wiejska i lokale mieszkalne.

## Folklor
Zespół Borucinianki powstał w roku 1984. Inicjatorami powstania zespołu byli Helena Ptaszyńska ze szwagrem Bolesławem Głowackim. Członkowie zespołu równocześnie należą do Koła Gospodyń Wiejskich (KGW) działającego w Borucinku. Jest to jeden z niewielu zespołów, wywodzących się tylko z jednej wsi. Cały zespół troskliwie pielęgnuje tradycje folklorystyczne Kujaw. W początkowym okresie istnienia w repertuarze zespołu oprócz pieśni, były także tańce ludowe. Borucinianki prezentują się w strojach kujawskich. Zespół w czasie swojego istnienia przygotował 5 programów artystycznych (każdy składający się z 15 pieśni). Występują z okazji Dożynek, państwowych i kościelnych świąt oraz uroczystości okazjonalnych.
KGW w Borucinku powstało w 1959 i istnieje do dzisiaj.